# Sterniczka (zwyczajna)
Sterniczka zwyczajna, sterniczka, sterniczka białogłowa (Oxyura leucocephala) – gatunek średniej wielkości ptaka z podrodziny sterniczek (Erismaturinae) w rodzinie kaczkowatych (Anatidae). Występuje plamowo od południowo-zachodniej Europy i północno-zachodniej Afryki po środkową Azję, północno-zachodnie Chiny i Mongolię. Sporadycznie zalatuje do Polski. Jest to gatunek zagrożony wyginięciem.

## Systematyka
Gatunek ten po raz pierwszy zgodnie z zasadami nazewnictwa binominalnego opisał w 1769 roku Giovanni Antonio Scopoli, nadając mu nazwę Anas leucocephala. Autor nie wskazał miejsca typowego, ale prawdopodobnie były to północne Włochy. Obecnie gatunek zaliczany jest do rodzaju Oxyura. Nie wyróżnia się podgatunków.

## Morfologia
RozmiaryDługość ciała 43–48 cm, rozpiętość skrzydeł 62–70 cm; masa ciała samic 510–900 g, samców 553–865 g.
Cechy gatunkuPtak o charakterystycznej sylwetce, w której wyróżnia się zadarty ku górze długi ogon w kształcie klina i dużą głowę. W czasie pływania ogon może z poziomem tworzyć kąt 45–50 stopni, ale zdarza się sterniczce ciągnąć go po wodzie. Podrażnione ptaki wznoszą ogon pionowo lub nawet przeginają go na grzbiet. Obie płci mają też mocny dziób z wypukłością u nasady, w środku zwężony, a na końcu rozszerzony i płaski z zagiętym paznokciem. Samiec większy od samicy, o białej głowie z ciemną plamą na szczycie głowy i potylicy przechodzącą w czarną obrożę okalającą kolor biały, który sięga również na górną część szyi. Pierś rdzawobrązowa, skrzydła i boki brązowe z ciemnym poprzecznym prążkowaniem, ogon ciemnobrązowy, brzuch białawy. Dziób błękitny, nogi szare. W szacie spoczynkowej kaczor bardziej matowo ubarwiony. Samica i młodociane podobne do samca, ale nieco jaśniejsze, o głowie brązowej, z białą plamą pod okiem przedzieloną poprzecznym brązowym pasem od nasady dzioba do karku, oraz o szarym dziobie. Gdy nie są przez nic niepokojone, pływają spokojnie na powierzchni. W razie niebezpieczeństwa zanurzają się głębiej, tak, że ponad wodą widać tylko głowę.
Podobna do niej jest sterniczka jamajska (Oxyura jamaicensis), ale jej samiec jest mniej biały na policzkach i pas na policzku samicy jest mniej widoczny.

## Zasięg występowania
Sterniczka zamieszkuje zachodnią część basenu Morza Śródziemnego oraz południowo-wschodnią Europę i dalej pasem w środkowej Azji aż po północno-zachodnie Chiny i Mongolię, dochodząc do 56°N w południowej Rosji. Populacja śródziemnomorska osiadła, pozostałe ptaki zimują w okolicach Morza Kaspijskiego, na Bliskim Wschodzie, w Pakistanie i sporadycznie w północno-zachodnich Indiach. Im dalej na zachód, tym zasięg staje się bardziej wyspowy. W Polsce pojawia się sporadycznie (do 2021 roku odnotowano 25 stwierdzeń, łącznie obserwowano 30 osobników). W Europie Środkowej widywana od października do marca.

## Tryb życia

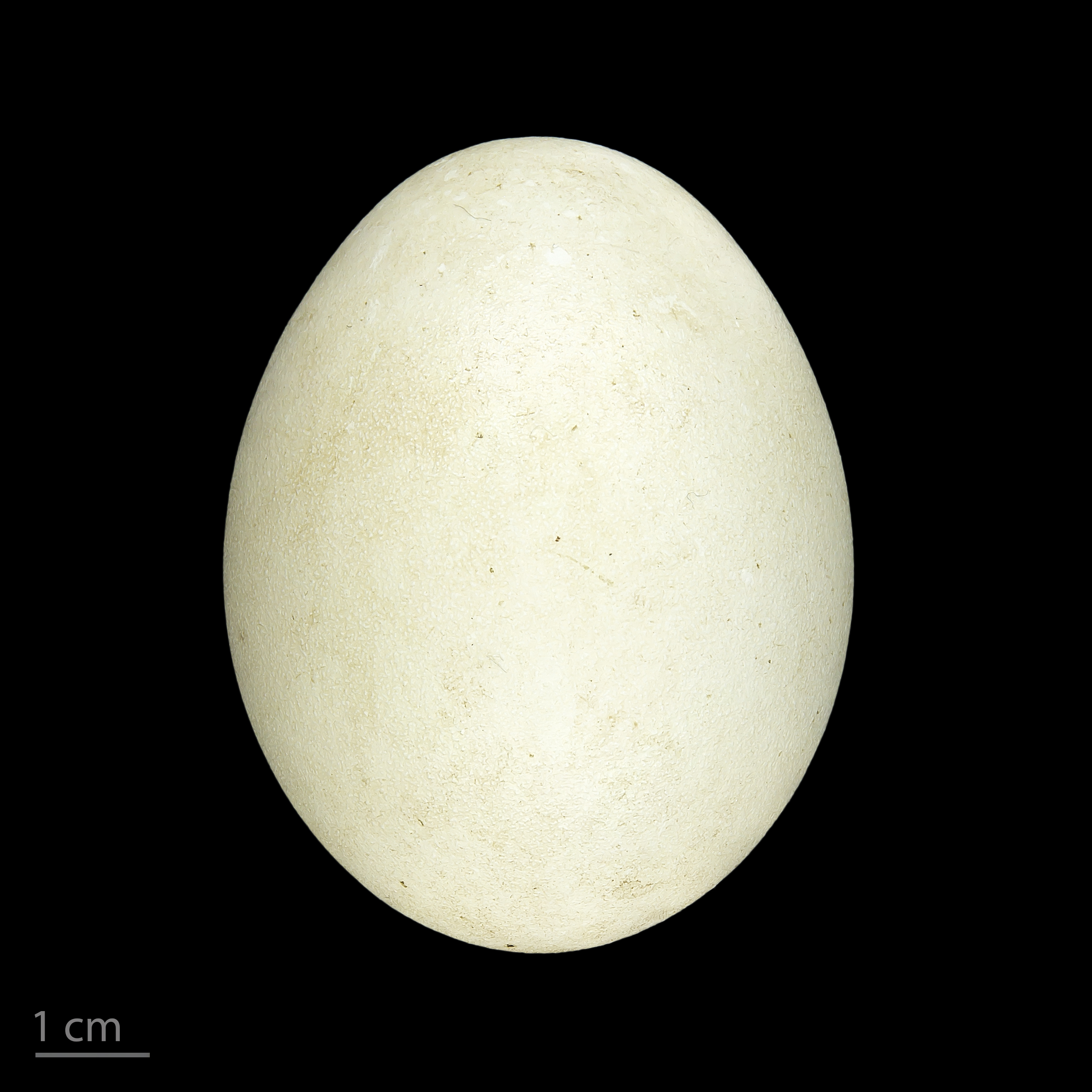
Jajo sterniczki z kolekcji muzealnej

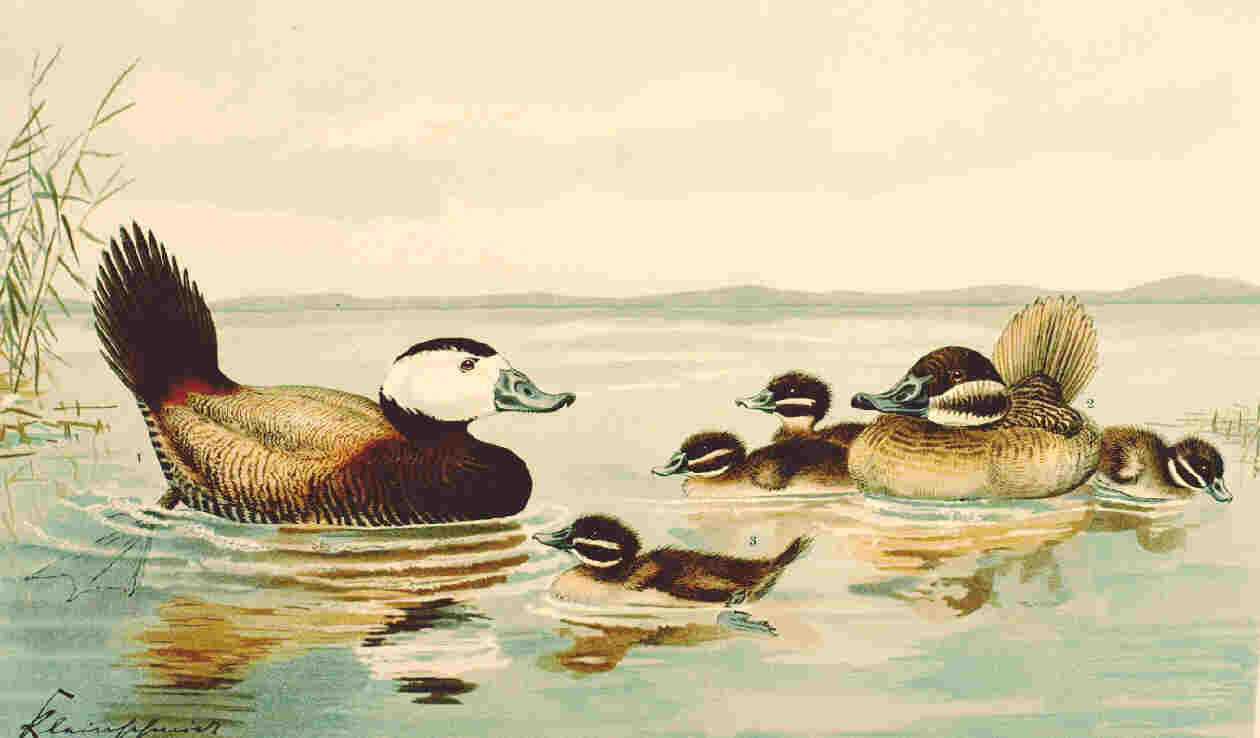
Para sterniczek z młodymi

BiotopPłytkie, zarośnięte jeziora słodkowodne lub słonawe i oczka wodne w strefie stepu, również te słonawe. Preferuje jeziora gęsto zarośnięte trzciną, ale posiadające również fragmenty wolne od roślinności.
GniazdoSamica buduje pływającą platformę ukrytą w trzcinie w pobliżu wody. Składa się z trzcin i innych wodnych, gnijących roślin. Zdarza się często, że zajmuje gniazdo łyski albo perkoza, wtedy jednak wykańcza je po swojemu. Wynika to z tego, że sterniczka potrzebuje głębokiego gniazda, gdzie jaja leżą jedno nad drugim. Budową prawdopodobnie zajmuje się samica (choć nie zaobserwowano jeszcze tej czynności).
JajaW ciągu roku wyprowadza jeden lęg, składając w maju i czerwcu 6 do 13 wyjątkowo dużych i szarych (czasem lekko zielonkawych) jaj o średnich wymiarach 66 x 50 mm i masie dochodzącej do 100 g.
Okres lęgowyJaja wysiadywane są przez okres 23 do 26 dni przez samicę, przy czym z dość znacznymi przerwami. W końcowym okresie zarodki mają tak rozwinięty mechanizm termoregulacji, że jaja bez ogrzewania mogą przeżyć nawet tydzień. Korzystają przy tym z ciepła wydzielanego przez butwiejące rośliny, którymi wyścielone jest gniazdo. Pisklęta wykluwają się już w pełni ukształtowane, ze sztywnym ogonem. Wodzone są prawdopodobnie tylko przez kaczkę. Usamodzielniają się podczas pierzenia (wiek 58–70 dni) lub nieco wcześniej.
PożywienieRośliny wodne uzupełnione drobnymi zwierzętami. To głównie młode pędy, pączki i nasiona roślin wodnych uzupełniane owadami wodnymi, mięczakami i skorupiakami.

## Status i ochrona
W Czerwonej księdze gatunków zagrożonych Międzynarodowej Unii Ochrony Przyrody sterniczka od 2000 roku klasyfikowana jest w kategorii EN (gatunek zagrożony wyginięciem); wcześniej – od 1994 roku miała status gatunku narażonego (VU). Liczebność populacji szacuje się na 5300–8700 dorosłych osobników, ale prawdopodobnie są to dane zaniżone. Trend liczebności oceniany jest jako spadkowy.
Wiele pierwotnych miejsc lęgowych uległo wyschnięciu w wyniku obniżenia się wód gruntowych i susz. Z tej przyczyny dla zachowania tej zagrożonej kaczki dużą rolę odgrywają sztuczne zbiorniki wodne. Zanik lokalnych populacji lęgowych np. we Włoszech, Maroku i Grecji oraz zmniejszenie liczebności w wyniku polowań i niszczenia siedlisk obserwuje się już od XIX wieku. Tylko intensywne działania na rzecz ochrony gatunku w Hiszpanii dały wzrost populacji lęgowych.
Na terenie Polski gatunek ten jest objęty ścisłą ochroną gatunkową.